# Ю Ес Банк Стейдиъм
„Ю Ес Банк Стейдиъм“ в Минеаполис, щата Минесота, САЩ е най-скъпият до момента стадион в света. Предназначен е за състезания по американски футбол, бейзбол и други видове спорт.
Той е дом на отбора от NFL „Минесота Вайкингс“. Построен е на мястото на стария стадион на Викингите „Хъбърт Хъмфри Метродоум“. Завършен е на 17 юни 2016 година, но е открит на 22 юли същата година. Първото спортно събитие, което се провежда на него, е мачът между отборите на „Милан“ и „Челси“ на 3 август, който е част от турнир за Международната шампионска купа.
Това е първият стадион в света, чиято стойност надхвърля 1 милиард долара – 1,061 милиарда, от които 348 милиона са от бюджета на Минесота, 150 милиона – от бюджета на гр. Минеаполис, а 551 милиона са от частни инвеститори. Не е случаен и фактът, че това съоръжение е определено за домакин на финалния двубой на Супербоул – сред най-гледаните спортни събития в световен мащаб, на 4 февруари 2018 година.
На 15 юни 2015 г. Викингите обявявват, че „Ю Ес Банк“ придобива правата върху името на стадиона им, като сделката е за 220 милиона долара за 25 години.

## Дизайн
Стадионът е с фиксиран полупрозрачен покрив и в него се намират петте най-големи въртящи се стъклени врати в света. Дизайнът е дело на архитектурното бюро HKS, Inc, което стои и зад други мащабни проекти, като AT&T Стейдиъм на Далас Каубойс и Лукас Ойл Стеидиъм на Индианаполис Колтс. Идеята на архитектите е в стадионът да влиза колкото се може повече светлина, като това е и причината той да бъде направен с полупрозрачен покрив и колосални въртящи се врати от стъкло. Всяка врата е с широчина от 17 метра, а височината на вратите варира от 23 до 29 метра. Общата площ на вратите е 2,787 квадратни метра, а теглото на съоръжението - 40 000 тона. Покривът е изработен от базирана на 60% етилен тетрафлуороетилен пластмаса и е най-големият в Северна Америка, обхващащ площ от 22296,7 квадратни метра. Полупрозрачните стенни панели позволяват на естествената светлина да достига до тревното покритие, а също така дава възможност на зрителите да получат красива гледка към Минеаполис. Предвид, че в Минесота зимите са снежни, покривът е направен с такъв наклон, че снегът да се събира на такива места, че да бъде лесен за почистване. В допълнение към това, той има нагряващи се елементи, които допълнително разтопяват снега.
Собствениците на Викингите са искали да имат открит стадион, или такъв с подвижен покрив, но щатските и местните врасти им казват, че биха финансирали само закрит стадион, който да може да се ползва за множество събития през цялата година, дори и в студените месеци, но предпочитат покрива да е стационарен, тъй като подвижния би излязъл прекалено скъп.
Съоръжението побира 66200 зрители, което е малко повече от стария стадион Метродоум, но той може да се разширява до 73000 за специални събития, като Супербоул например.